# Ust-Pristansky (huyện)
Huyện Ust-Pristansky (tiếng Nga: ? райо́н) là một huyện hành chính tự quản (raion), của Vùng Altai, Nga. Huyện có diện tích 2770 km², dân số thời điểm ngày 1 tháng 1 năm 2000 là 19200 người. Trung tâm của huyện đóng ở Ust-Charyshskaya.